# Ungdomspartiet Nu
Ungdomspartiet Nu var ett lokalt politiskt parti som var registrerat för val till kommunfullmäktige i Osby kommun. Partiet var representerat i Osby kommunfullmäktige mellan 1991 och 2002.
Inför valet 2002 valde partiet att inte ställa upp eftersom man inte kunde rekrytera nya unga människor för att ta över. De pengar som fanns kvar skänktes i partikassan skänktes till fritidsgårdarna Bulten och Pulsen. Partiets ordförande Per Johansson, då 38 år gammal, gick med i Socialdemokraterna senare under 2002.